# Jörn-Bolidens församling
Jörn-Bolidens församling är en församling i Skellefte kontrakt i Luleå stift. Församlingen ligger i Skellefteå kommun i Västerbottens län.  Ingår från 1 januari 2014 i Skellefteå pastorat.

## Administrativ historik
Församlingen bildades 2008 genom samgående av  Jörns och Bolidens församlingar och utgjorde därefter till 2014 ett eget pastorat..
Från 2014 ingår församlingen i Skellefteå pastorat.

## Kyrkor
- Sankt Mikaels kyrka
- Österjörns kyrka
- Bolidens kyrka